# Elasmothemis cannacrioides
Elasmothemis cannacrioides – gatunek ważki z rodziny ważkowatych (Libellulidae). Występuje na terenie Ameryki Południowej.